# Флора (мифология)
Флора (лат. Flora) — древнеримская богиня цветов, расцвета, весны и полевых плодов. Отождествлялась с греческой богиней (нимфой) Хлоридой. По легенде, рассказанной Овидием, в Флору, грудь которой источала цветы, распространявшиеся по окрестностям, превратилась земляная нимфа Хлорида, преследуемая богом западного ветра Фавонием (который соответствовал древнеримскому Зефиру). В честь Флоры в Древнем Риме регулярно устраивались празднества — Флоралии.

## Исторические данные

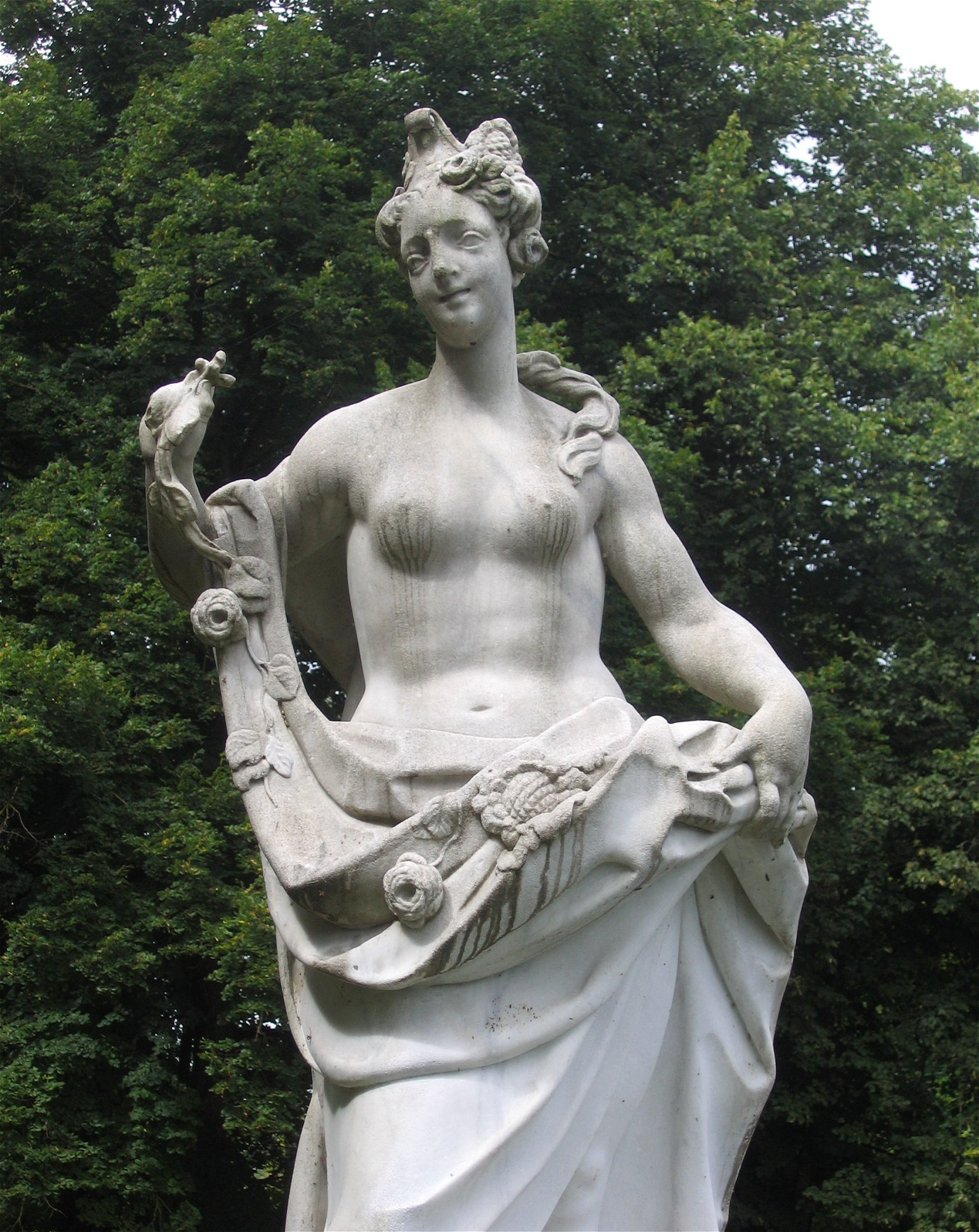
Скульптура Джузеппе Вольпини «Флора» (конец XVII, начало XVIII века). Мюнхен, Германия

Приблизительные аналоги богини Флоры существуют и в других мифологиях: это божества, олицетворяющие природу вообще и её весеннее пробуждение в частности; покровительствующие растительности и отчасти земледелию. Такие боги обычны для мифологий народов, которые живут или жили на территориях с сезонным циклом.
Культ Флоры был распространён у сабинов (сабинян), особенно в Средней Италии, с древних времён, задолго до того, как в VIII веке до нашей эры был основан Рим. Этот культ, возможно, имел древнегреческое происхождение. В честь богини у сабинов был назван месяц, соответствующий современному апрелю или маю (mese Flusare = mensis Floralis). После того, как легендарный царь сабинов Тит Таций (VIII век до нашей эры) и основатель Рима Ромул стали править этим городом совместно (после завершения войны между римлянами и сабинами, начавшейся после эпизода, известного как «похищение сабинянок»), Таций учредил богослужения в честь Флоры и здесь. Полулегендарный царь Рима Нума Помпилий (VIII—VII века до нашей эры) установил особого фламина (жреца), ведавшего её культом, — flamen Floralis. Известно, что римская коллегия жрецов, состоявшая из 12 членов (так называемые Арвальские братья), в обязанности которой входило совершение молитв богам о ниспослании урожая и процветании общины граждан, приносили Флоре жертвы.

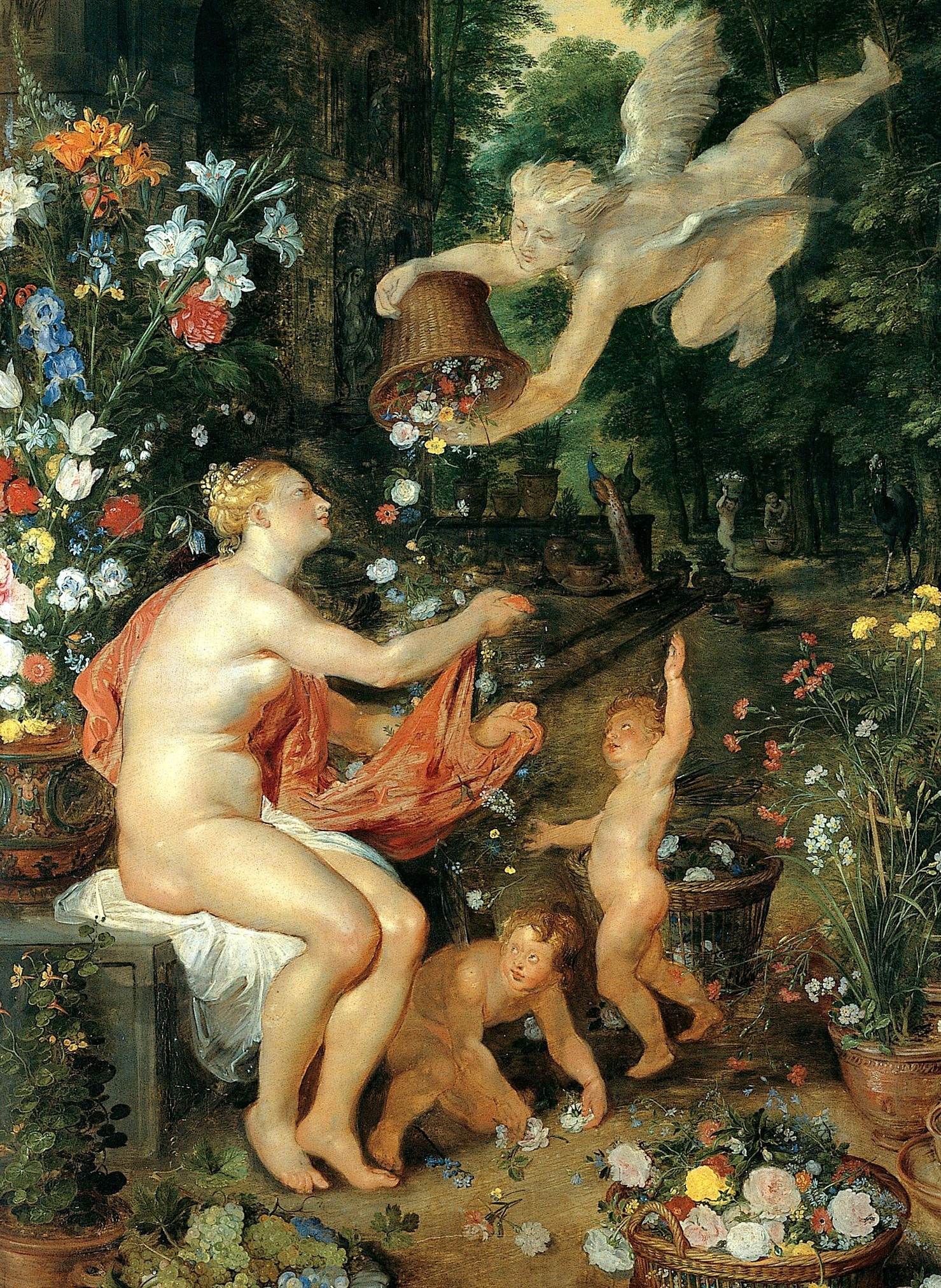
Фрагмент картины Яна Брейгеля Старшего и Питера Рубенса «Флора и Зефир» (ок. 1618)

Древнейшие списки римских празднеств не включают упоминаний о празднике в честь Флоры; это, возможно, объясняется тем, что он, подобно другим аграрным праздникам, был подвижным (feriae conceptivae). Вероятно, этот праздник первоначально справлялся в конце апреля или начале мая, а впоследствии был вытеснен играми в честь Флоры — флоралиями (ludi Florales). Филолог Н. П. Обнорский считал, что культ Флоры имел древнегреческое происхождение, поскольку постройка храма и учреждение игр были предписаны Книгами Сивилл, а флоралии отличались распущенным характером.

### Игры в честь Флоры
Игры в честь Флоры были учреждены в 238 до н. э. году, когда был освящён храм Флоры (по другим сведениям — в 241 году до н. э.). Этот храм находился рядом с Большим цирком — наиболее крупным римским ипподромом. Святилище италийской Flora rustica на римском холме Квиринале было, вероятно, не храмом (aedes sacra), а молельней (sacellum). С 173 до н. э. года Флоралии стали постоянным праздником, они праздновались раз в год; во времена Гая Юлия Цезаря (I век до н. э.) празднество продолжалось шесть дней, с 28 апреля по 3 мая. Во время Флоралий двери украшались цветочными венками, а жители Рима, также украсив свою одежду цветами, предавались веселью и разгулу. Женщины во время Флоралий ходили в разноцветных платьях, что было запрещено в другое время.

## В мифологии

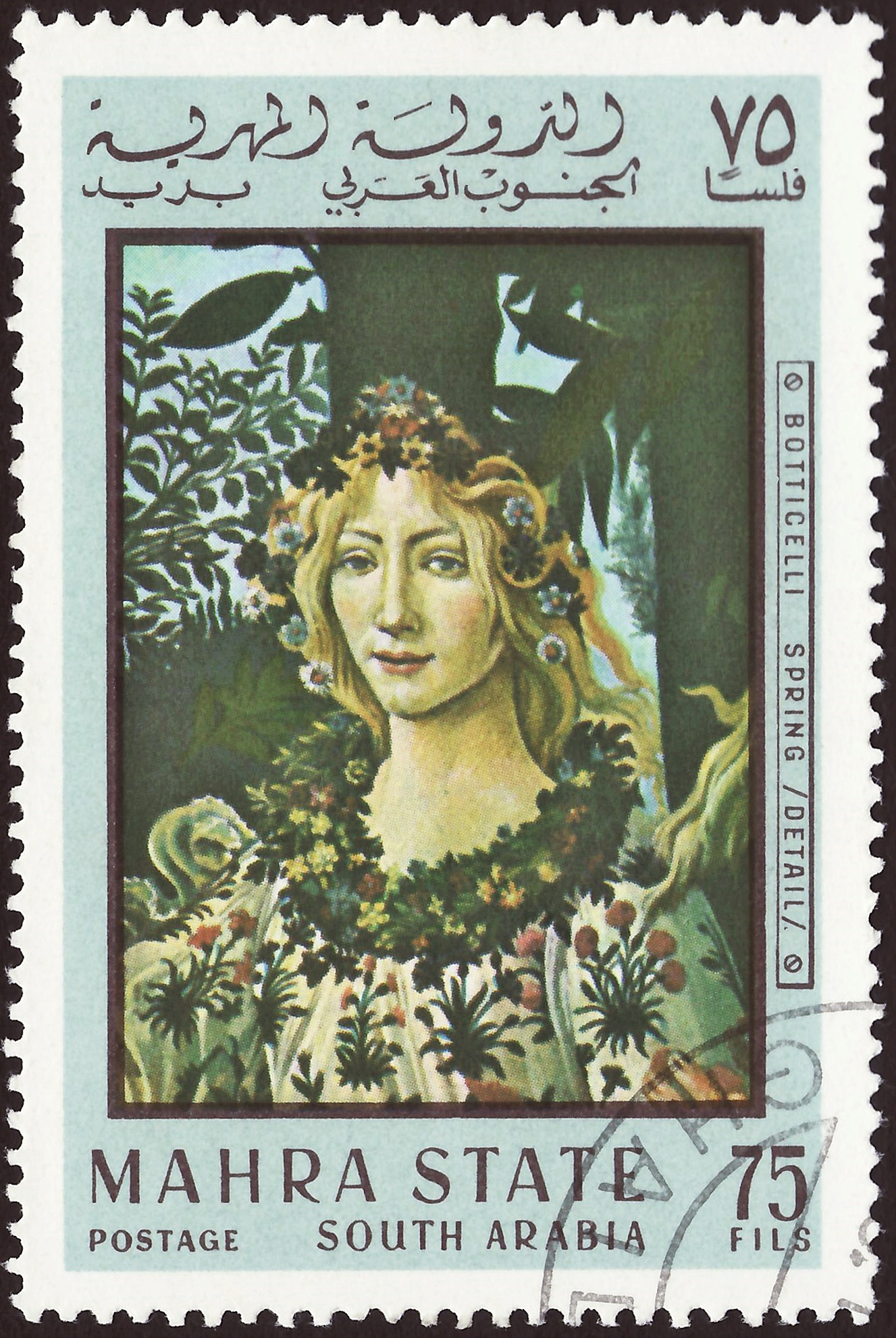
Флора. Фрагмент картины Сандро Боттичелли «Весна» (1482). Почтовая марка султаната Махра 1967 года выпуска

Подробное описание мифологической истории богини Флоры, включая сведения о её происхождении, дал древнеримский поэт Публий Овидий Назон (43 год до н. э. — 17 или 18 год н. э.) в поэме-календаре «Фасты», описывающей и объясняющей праздники и священные дни Рима. Овидий представляет читателю Флору как «мать цветов», украшенную многоцветными венками, с уст которой слетает «вешних дыхание роз» и тонкий аромат которой ощущается даже тогда, когда её уже нет рядом. Флора шлёт людям «дары для услад» (среди её даров, в частности, называется мёд) и призывает «жить всласть в цветущие годы». Овидий рассказывает, что изначально богиня была греческой нимфой Хлоридой, жившей в Элизии («на блаженных полях»); однажды на неё обратил внимание Зефир, бог западного ветра, посланник весны. Сделав её своей супругой, он подарил ей плодовый сад и превратил из скромной нимфы в блистательную богиню цветов, расцвета, весны и полевых плодов, от которой зависит, насколько хорошо будут цвести посевы на полях, виноградные лозы, оливы, бобы и чечевица — и, соответственно, насколько хорошим будет урожай, насколько богатым будет год. Относительно её латинского имени, Флоры, Овидий пишет, что это лишь искажённый вариант её греческого имени.

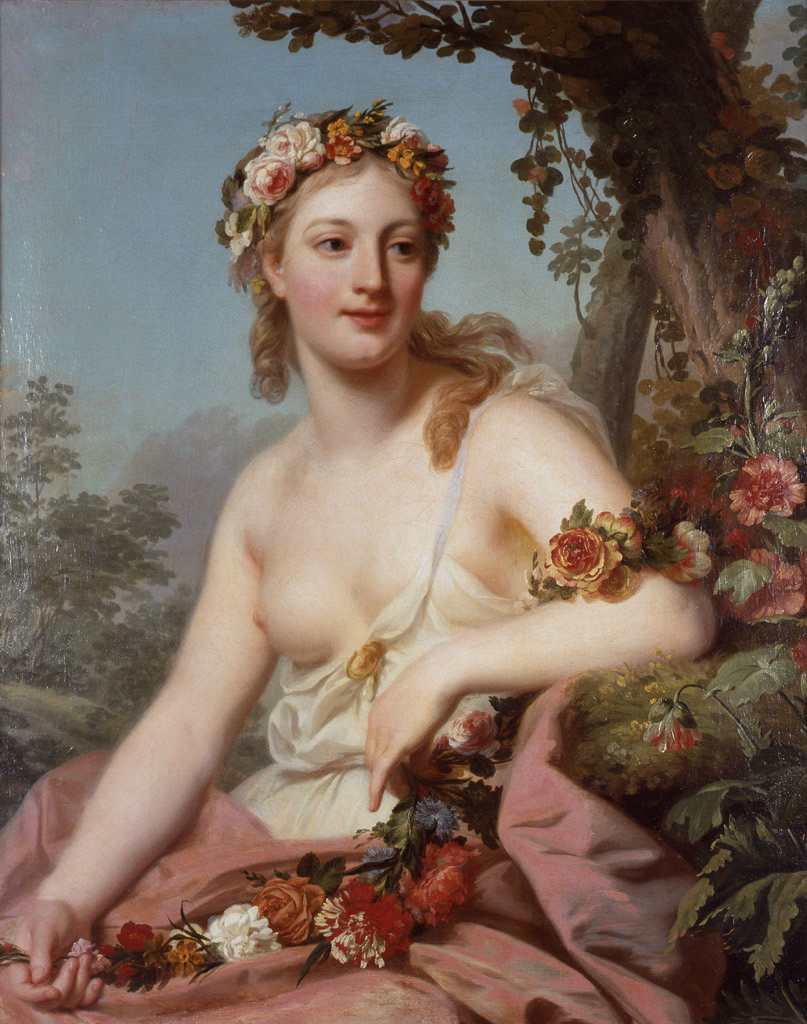
Картина Александра Рослина «Флора» (XVIII век)

Согласно Овидию, именно Флора превратила в растения таких персонажей древнегреческой мифологии как Адонис, Аттис, Крокус и Нарцисс — «всех, кто за раны свои славу во мне получил».

## Флора в искусстве и эпонимике

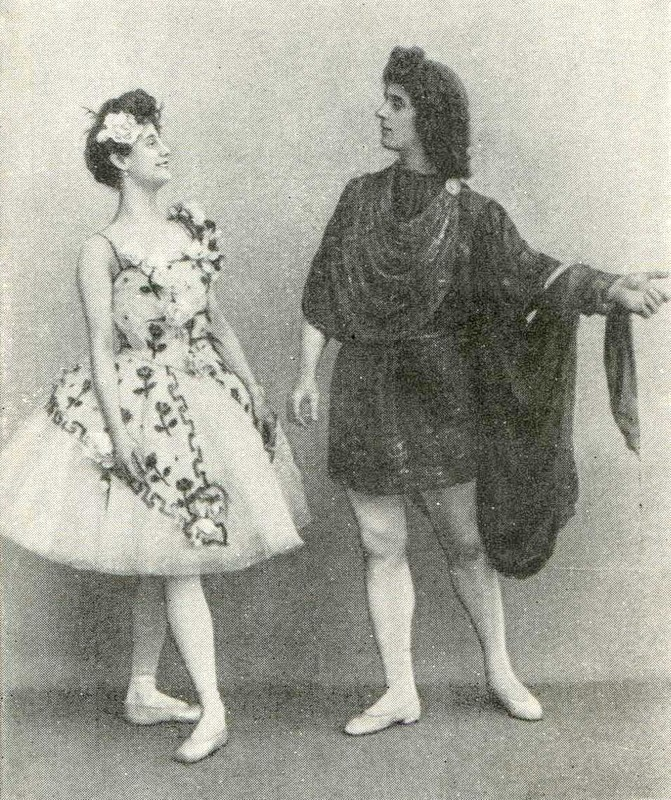
Анна Павлова в образе богини Флоры в балете «Пробуждение Флоры». Мариинский театр, 1910-е годы

Образ богини Флоры очень популярен среди художников. Так, на картине периода Раннего Возрождения итальянского художника Сандро Боттичелли «Весна» (1482) изображены нимфа Хлорида, преследуемая летящим богом Зефиром, и богиня Флора, в которую превращается Хлорида. Согласно искусствоведческой интерпретации этой сцены, Зефир (духовное начало), пробуждая Хлориду (материальное начало), порождает новую сущность — «всё рождающую» богиню Флору, носителя и материального, и духовного. Известны также картины с одинаковым названием «Флора и Зефир» Якопо Амигони (1730) и Вильяма Бугро (1875), а также скульптура «Зефир и Флора» Клода Мишеля Клодиона (1799). Многие художники рисовали реальных женщин в образе этой богини. В частности, имеется несколько портретов дочерей Петра I в образе Флоры работы французского художника Луи Каравака; самый знаменитый, созданный им в трёх вариантах, — «Портрет царевны Елизаветы Петровны в детстве».
В нидерландском городе Алсмер установлена статуя богини Флоры. В честь богини Флоры назван астероид (8) Флора, открытый 18 октября 1847 года. Именем этой богини была названа совокупность видов растений, произрастающих на определённой территории, — «флора». Декоративные часы из набора травянистых растений, цветки которых распускаются и закрываются в определённое время суток («цветочные часы»), называют «часами Флоры».
Богиня Флора — персонаж многих произведений сценического искусства. Среди них — балеты «Зефир и Флора» (1795) Шарля Дидло на музыку нескольких композиторов, «Любовь Флоры и Зефира» (1800) Пекена Шевалье на музыку Джузеппе Сарти, «Пробуждение Флоры» (1894) Мариуса Петипа на музыку Риккардо Дриго, «Зефир и Флора» (1925) Леонида Мясина на музыку Владимира Дукельского.